# Naoko Azegami
Naoko Azegami (ur. 29 stycznia 1985) – japońska biathlonistka. Zadebiutowała w biathlonie w rozgrywkach Pucharu Europy w roku 2008.
Starty w Pucharze Świata rozpoczęła zawodami w Oberhofie w roku 2009 zajmując 83. miejsce w sprincie. Jest to jednocześnie jej najlepszy dotychczasowy wynik w Pucharze Świata.
Na Mistrzostwach świata w roku 2009 w Pjongczangu zajęła 103. miejsce w biegu indywidualnym, 89 w sprincie oraz 16 w sztafecie.

## Osiągnięcia

### Mistrzostwa świata
- 2009 P'yŏngch'ang – 103. (bieg indywidualny), 89. (sprint), 16. (sztafeta)